# Riserva naturale orientata Isola di Panarea e scogli viciniori
La riserva naturale orientata/integrale Isola di Panarea e scogli viciniori è un'area naturale protetta situata nel comune di Lipari, nella città metropolitana di Messina ed è stata istituita nel 1997.

## Storia
La riserva è stata istituita con decreto dell'assessorato regionale del territorio e dell'ambiente numero 483/44 del 25 luglio 1997.